# Tāndūr
Tāndūr är en ort i Indien.   Den ligger i distriktet Rangareddi och delstaten Telangana, i den centrala delen av landet, 1 300 km söder om huvudstaden New Delhi. Tāndūr ligger 452 meter över havet och antalet invånare är 63 239.
Terrängen runt Tāndūr är platt. Runt Tāndūr är det ganska tätbefolkat, med 222 invånare per kvadratkilometer. Det finns inga andra samhällen i närheten. Trakten runt Tāndūr består till största delen av jordbruksmark.